# ایوانا برلیچ ماژورانیچ
ایوانا برلیچ-ماژورانیچ (به کروات: Ivana Brlić-Mažuranić) ‏ (۱۸۷۴-۱۹۳۸) یکی از معروفترین نویسنده‌های کروات است.
او بیشتر به‌خاطر نوشتن کتاب‌های کودکان در کرواسی و جهان معروف است.

## زندگی
ایوانا برلیچ-ماژورانیچ در ۱۸ آوریل ماه سال ۱۸۷۴ میلادی در شهر اگولین در کشور کرواسی به دنیا آمد. او از خانواده‌ای اصیل بود و پدرش لغتنامه‌ای (Prinosi za hrvatski pravno-povjestni rječnik) برای حقوق و تاریخ کرواسی نوشت.
او با وکیلی بنام وترسلاو برلیچ ازدواج کرد و صاحب شش فرزند بود.
در ۲۱ سپتامبر ماه ۱۹۳۸ میلادی بدلیل افسردگی شدید خودکشی کرد و در زاگرب درگذشت.

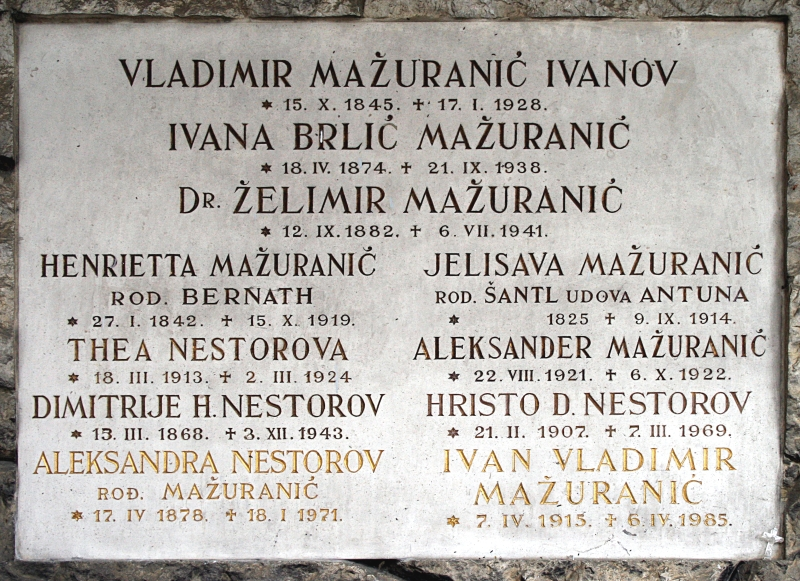
سنگ قبر خانوادگی

## آثار
برلیچ-ماژورانیچ اول مقاله‌های زیادی می‌نوشت ولی این مقالات تا اوایل قرن بیستم چاپ نشدند. در ۱۹۱۳ معروفترین کتابش بنام «ماجراهای شگفت انگیز هلاپیچ، شاگرد کفاش» (Čudnovate zgode i nezgode šegrta Hlapića) را نوشت. اختر اعتمادی این کتاب را به زبان فارسی ترجمه کرده‌است.
همچنین کتاب دیگر او «جنگل ایزدباد و سه قصهٔ دیگر» Priče iz davnine در سال ۱۳۹۹ توسط ابتهاج نوایی ترجمه و توسط نشر شهاب ثاقب منتشر شده است. 
برلیچ-ماژورانیچ در سال‌های میلادی ۱۹۳۱ و ۱۹۳۸ به خاطر آثارش نامزد جایزهٔ نوبل ادبیات شد.

## فهرست آثار
- خوب و شرار ۱۹۰۲
- مدرسه و تعطیلات ۱۹۰۵
- عکس‌ها ۱۹۱۲
- ماجراهای شگفت‌انگیز هلاپیچ، شاگرد کفاش ۱۹۱۳
- قصه‌های گذشته ۱۹۱۶
- کتابی برای جوانی ۱۹۲۳
- از آرشیو خانواده برلیچ در برود نا ساوی ۱۹۳۵
- یاشا دالماتین، نایب‌السلطنه گجراتی ۱۹۳۷
- دل زنجبیل نانی ۱۹۳۹
- افسانه‌ها و داستان‌ها ۱۹۴۳